# شيخي (مشروب)
شيخي أو سيخي (بالإنجليزية: Sikhye)‏ (هانغل: 식혜) هو مشروب تقليدي كوري حلو المذاق، مصنوع من الأرز. يُحضَّر بتخمير الأرز مع الشعير. مُنتشر في كوريا الجنوبية ومُتوفر في أقسام المشروبات داخل المتاجر. يحتوي على أرز مطهو، وأحيانًا يُضاف إليه حبوب الصنوبر.

## الإنتاج
يُصنع الشيخي بصب ماء الشعير على الأرز المطهو. يُنقع ماء الشعير في الأرز عند درجة حرارة تبلغ 62 درجة مئوية حتى تظهر حبات الأرز على السطح. ثم يُصفى السائل ويُغلى حتى يصبح حلوًا دون إضافة السكر.
يتوفر المُنتج في كوريا الجنوبية وفي متاجر المواد الغذائية الكورية في علب أو زجاجات لدنة. وتُعتبر شركة فيلاك من بوسان إحدى أكبر الشركات الكورية الجنوبية المنتجة للشيخي.